# Municipio de Morton (condado de Ottawa)
El municipio de Morton (en inglés: Morton Township) es un municipio ubicado en el condado de Ottawa en el estado estadounidense de Kansas. En el año 2010 tenía una población de 463 habitantes y una densidad poblacional de 4,98 personas por km².

## Geografía
El municipio de Morton se encuentra ubicado en las coordenadas 39°0′16″N 97°52′2″O / 39.00444, -97.86722. Según la Oficina del Censo de los Estados Unidos, el municipio tiene una superficie total de 92.95 km², de la cual 92,88 km² corresponden a tierra firme y (0,08 %) 0,07 km² es agua.

## Demografía
Según el censo de 2010, había 463 personas residiendo en el municipio de Morton. La densidad de población era de 4,98 hab./km². De los 463 habitantes, el municipio de Morton estaba compuesto por el 97,41 % blancos, el 0,22 % eran amerindios, el 1,08 % eran de otras razas y el 1,3 % eran de una mezcla de razas. Del total de la población el 2,16 % eran hispanos o latinos de cualquier raza.